# Mitsubishi Electric
Mitsubishi Electric Corporation (кит.: 三菱電機株式会社, Mitsubishi Denki kabushikigaisha, також скорочено MELCO) - заснована 15 січня 1921 року японська багатонаціональною компанія з виробництва електроніки та електрообладнання, що базується в Токіо, Японія. Це одна з найбільших компаній Mitsubishi. Продукція MELCO включає ліфти та ескалатори, високоякісну побутову техніку, кондиціонери, системи промислової автоматизації, системи поїздів, електродвигуни, насоси, напівпровідники, цифрові вивіски та супутники.
У Сполучених Штатах продукти виробляються та продаються компанією Mitsubishi Electric United States зі штаб-квартирою в Сайпресі, Каліфорнія.

## Історія

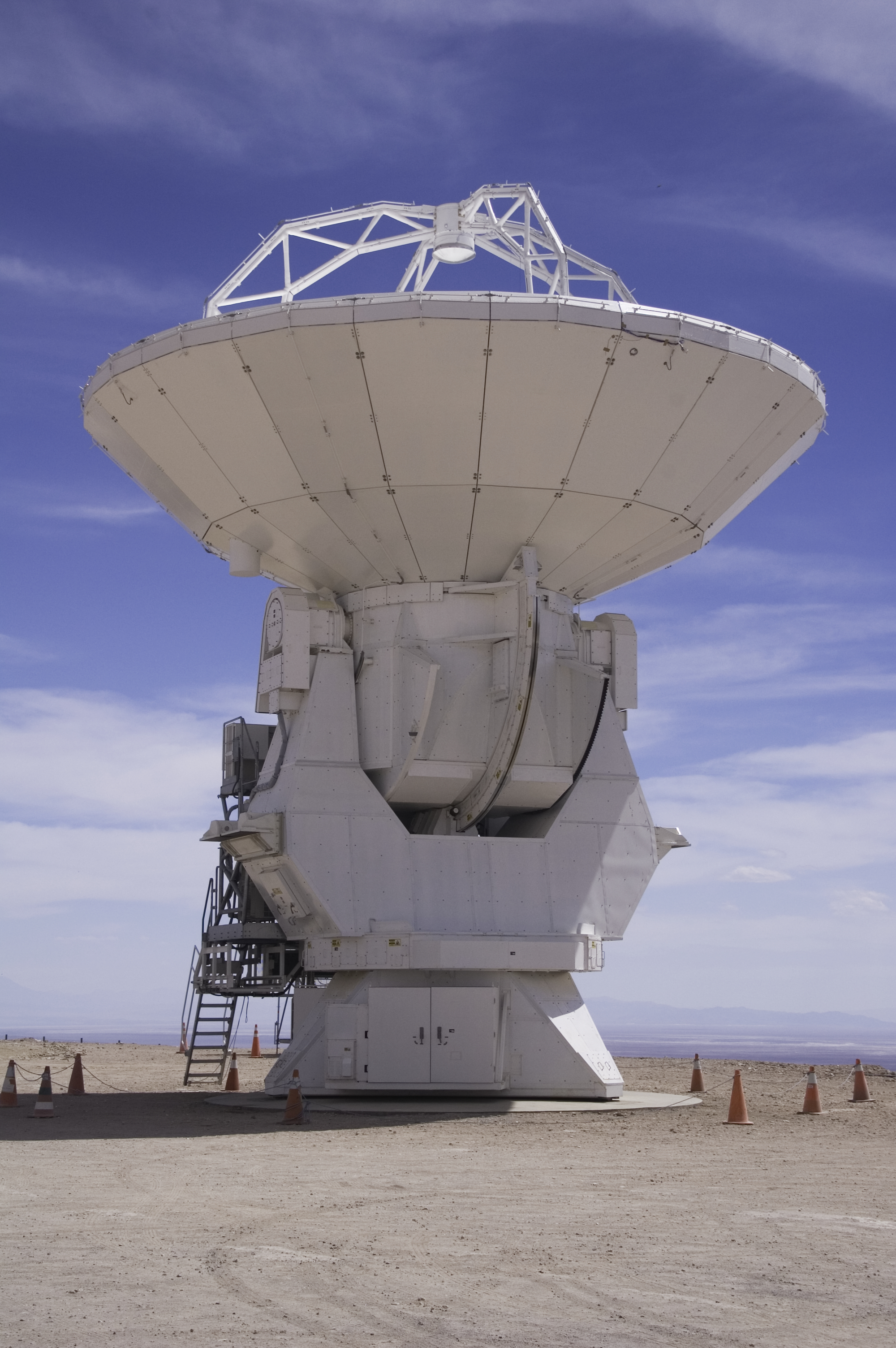
Тарілка великого міліметрового радіотелескопа Атаками виробництва Mitsubishi Electric.

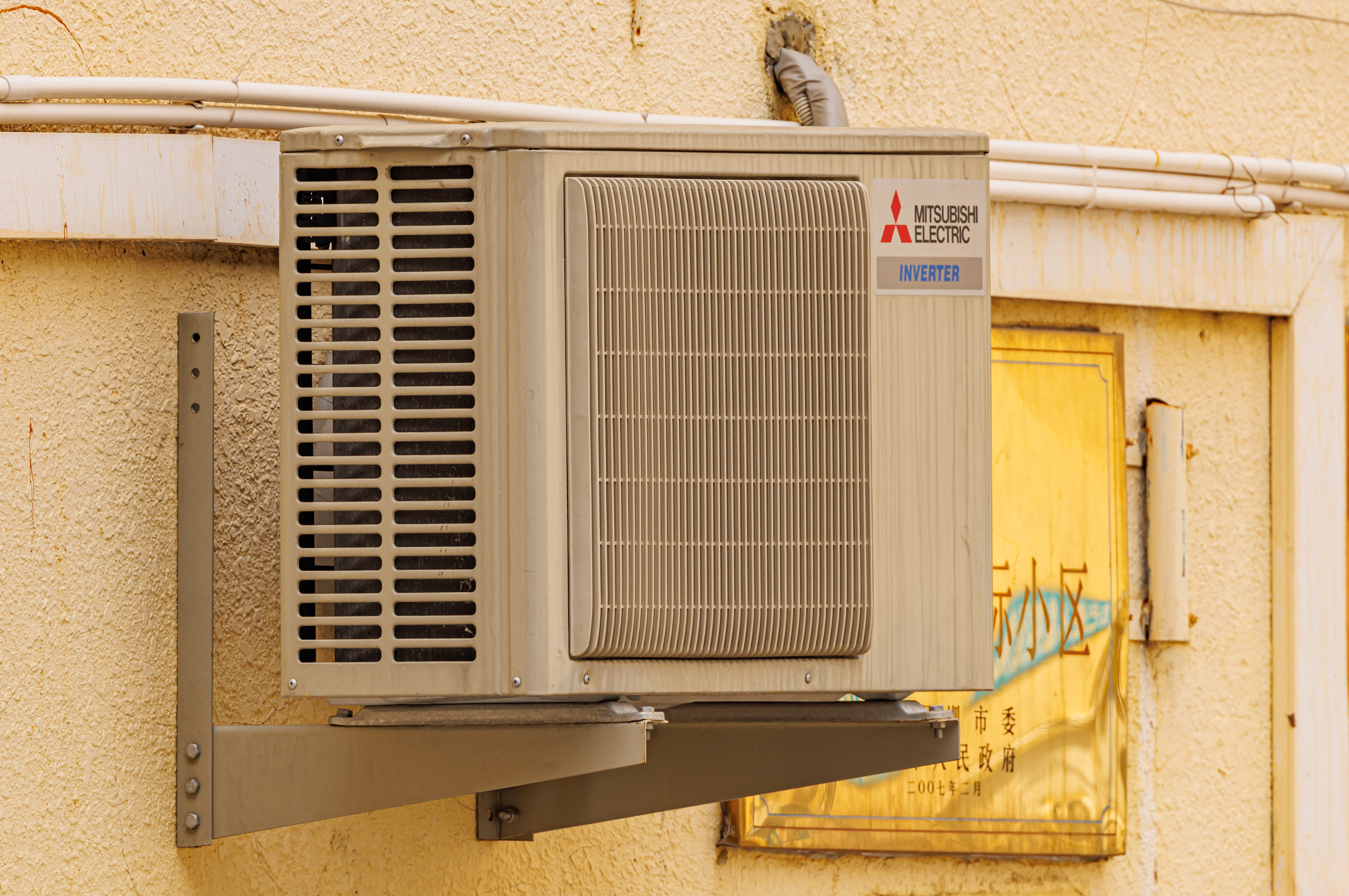
Кімнатний кондиціонер Mitsubishi Electric.

MELCO було створено як відокремлення від іншої основної компанії Mitsubishi Group Mitsubishi Heavy Industries, тодішньої Mitsubishi Shipbuilding, після того як остання відмовилася від заводу морських електродвигунів у Кобе, Нагасакі. З тих пір вона диверсифікувалася, щоб стати великою компанією електроніки.
Компанія MELCO утримувала рекорд найшвидшого ліфта у світі в 70-поверховій будівлі Yokohama Landmark Tower з 1993 по 2005 рік.
У 2005 році компанія придбала Nihon Kentetsu, японського виробника побутової техніки.
У 2015 році компанія придбала DeLclima, італійську компанію, яка розробляє та виробляє установки HVAC і HPAC, перейменовану на Mitsubishi Electric Hydronics & IT Cooling Systems SpA в 2017 році.
На початку 2020 року MELCO було ідентифіковано як жертву річних кібератак китайських хакерів.

## Продукція
MELCO незмінно інноваційна компанія. У 2021 році Всесвітня організація інтелектуальної власності (ВОІВ) у щорічному звіті списка країн за кількістю виданих патентів поставила компанію Mitsubishi Electric на третє місце у світі за кількістю патентних заявок, опублікованих за системою PCT, з 2661 патентною заявкою, опублікованою протягом 2020 року. Ця позиція опустилася порівняно з попереднім місцем у 2019 році з 2334 заявками. Деякі лінії продуктів MELCO, такі як кондиціонери, збігаються з продуктами Mitsubishi Heavy Industries частково тому, що компанії мають одне коріння.
- Системи кондиціонування
  - Кімнатні кондиціонери (продаються як Mitsubishi Mr. Slim Room Air Conditioner і Mitsubishi Kirigamine)
  - Пакетні кондиціонери (продаються як Mitsubishi Mr. Slim Packaged Air Conditioner)
  - Системи зі змінним потоком холодоагенту (VRF) (продаються як Mitsubishi CITY MULTI)
  - EcoCute (продається як Ecodan або DIAHOT)
  - Вентилятори
  - Повітряні завіси
  - Повітропровідний вентилятор
- Побутова техніка
  - Холодильники та морозильні камери
  - Очищувачі повітря, осушувачі
  - Пилососи, електровентилятори
  - Тостери[16]
- Будівельні системи
  - Ліфти, ескалатори
  - Рухливі прогулянки
  - Високошвидкісні сушарки для рук (продаються як Mitsubishi Jet Towel)[17]
- Інформаційно-комунікаційні системи
  - Системні рішення передачі даних
    - SCOPO, перша в світі передача на швидкості 10 Гбіт/с між платами релейного обладнання, розташованими на відстані 500 мм (20 дюйм) одна від одної[джерело?]

  - Saffron Type System, згладжування механізм відтворення тексту, розроблений Mitsubishi Electric Research Laboratories (MERL)
  - Оптичні системи доступу
  - Супутниковий зв'язок
- Системи автоматизації виробництва
  - Програмовані контролери
  - Сервосистеми змінного струму, інвертори
  - Промислові та колаборативні роботи,[18] машини для обробки
- Енергетичні системи
  - Системи виробництва електроенергії
    - Термоядерний реактор ITER.
    - Фотоелектричні панелі[19]

  - Системи передачі та розподілу
  - Розподільні пристрої та системи середньої та низької напруги
  - Енергетичні інформаційно-комунікаційні технології
- Напівпровідники та прилади
  - Силові модулі, пристрої великої потужності
  - Інтегральні схеми драйверів
  - Датчики (Контактний датчик зображення тощо)
  - Високочастотні пристрої
  - оптичні прилади
  - Модулі TFT-LCD
- Транспортні системи
  - Системи рухомого складу
  - Системи електропостачання та електрифікації
  - Системи планування та контролю перевезень
  - Системи зв'язку
- Автомобільна техніка
  - Продукти для зарядки та запуску
  - Продукти для електрифікації (продукти системи електричного підсилювача керма, продукти безпеки та системи допомоги водієві тощо)
  - Автомобільні мультимедійні продукти
- Візуальні інформаційні системи
  - Великомасштабні LED-дисплеї
    - Diamond Vision, великомасштабні відеодисплеї для спортивних об’єктів і комерційних застосувань

  - Мультимедійні проектори
  - Принтери
- Космічні системи
  - Супутникові програми, платформи та компоненти
  - Оптичні та радіотелескопи
  - Mobile Mapping System, високоточна мобільна вимірювальна система GPS
- Публічні системи
  - Прикладні системи надпровідників
  - Доплерівський лідар, радарні системи
    - Активні системи електронного сканування Радар для винищувача Mitsubishi F-2

  - Джерело безперебійного живлення
  - Системи водопідготовки, водяні насоси